# 奈良県立高円高等学校
奈良県立高円高等学校（ならけんりつ たかまどこうとうがっこう、英語表記：Nara Prefectural Takamado Senior High School）は、奈良県奈良市白毫寺町に所在した公立の高等学校。

## 概要
県下の公立高等学校で唯一、「音楽科」「美術科」「デザイン科」を有する高校であり、県下では芸術系の高校として有名。また、奈良県高等特別支援学校の分教室を併設している。
校章は、高円山・春日山・生駒山三つの山と萩を配して図案化したものの中央に奈良にふさわしい五重塔をイメージする「高」の字を配したものを採用している。
奈良県教育委員会が策定した県立高等学校適正化実施計画により、2021年度に同地に新たに奈良県立高円芸術高等学校が開校し、当校の在校生が卒業する2023年3月をもって閉校した。

## 教育課程
- 普通科（120名）
  - 国際理解類型(Ⅱ類)
  - 自然科学探究類型(Ⅲ類)
  - 芸術文化探究類型(Ⅰ類) - 日本の伝統芸術などを学ぶ
- 音楽科（35名、特色選抜）
  - ピアノ専攻
  - 器楽専攻
  - 声楽専攻
- 美術科（35名、特色選抜）
  - 日本画専攻
  - 油画専攻
  - 彫塑専攻
- デザイン科（35名、特色選抜）
  - ビジュアルデザイン専攻
  - クラフトデザイン専攻

音楽科の専攻を除く、類型・専攻は2年次で選択する。

## 美術科・デザイン科について
- 1年生
  - 素描（木炭による石膏デッサン・コンテデッサン・えんぴつ卓上デッサン）
  - 構成（石彫・日本画・油絵・デザインの各専攻の実技を経験する）
- 2年生
  - 素描（木炭による石膏デッサン・鉛筆卓上デッサン）
  - 専攻（2年生より選択した各専攻に分かれる、彫塑・日本画・油絵・デザイン）
  - 美術概論（遠近法、透視図法や図面の読み取り、立体の展開図などの学習）
- 3年生
  - 素描（石膏デッサンクラス・鉛筆卓上デッサンに分かれる）
  - 専攻（2年生で選択した各専攻。他に全体で取り組む素描や色彩実習が加わる）
  - 美術史（美術史全体の流れと、重要な作品・作家の学習）

## 沿革
- 1981年 - 奈良県議会教育厚生委員会において県立第9高等学校として承認
- 1982年 - 校章制定、校名を「奈良県立高円高等学校」と決定
- 1983年 - 奈良県立高円高等学校開校（普通科のみ）
- 1987年 - 校訓「自律・高志・創造」制定
- 1991年 - 普通科に併せて芸術科を設置
- 1992年 - 創立10周年・芸術棟落成記念式典挙行
- 1995年 - 芸術科を音楽科と美術科に改編し、普通科とともに3学科併設
- 2000年 - 創立20周年式典を挙行
- 2005年 - デザイン科設置、4学科体制となる
- 2021年4月1日 - 本校と同じ所在地に、奈良県立高円芸術高等学校が新規開校。
- 2023年3月31日- 閉校[1]。

## 著名な出身者
- 白山博基 - ミュージカル俳優
- 芽夢ちさと - 女優、元宝塚歌劇団娘役

## 交通
- 近鉄奈良線 近鉄奈良駅
- JR西日本奈良線・桜井線 奈良駅
- JR西日本桜井線 京終駅
- 奈良交通萩ヶ丘町停留所
- 奈良交通白毫寺停留所